# Australian Open 2018 (gra pojedyncza na quadach)
Australian Open 2018 – gra pojedyncza na quadach – zawody singlowe na quadach, rozgrywane w ramach pierwszego w sezonie wielkoszlemowego turnieju tenisowego, Australian Open. Zmagania miały miejsce pomiędzy 24–27 stycznia na twardych kortach Melbourne Park w Melbourne.

## Zawodnicy rozstawieni
| Numer | Tenisista        | Osiągnięcie  |
| ----- | ---------------- | ------------ |
| 01    | David Wagner     | finał        |
| 02    | Andrew Lapthorne | faza grupowa |

## Drabinka

#### Klucz
- w/o – walkower
- k – krecz
- d – dyskwalifikacja
- Q – kwalifikant
- WC – dzika karta
- LL – szczęśliwy przegrany
- Alt – zawodnik zastępczy
- PR – ochrona rankingu
- SE – specjalna przepustka
- ITF – ranking ITF
- JE – ranking juniorski

### Faza finałowa
|  |       |              |    |   |  |
|  | Finał |              |    |   |  |
|  |       |              |    |   |  |
|  |       |              |    |   |  |
|  |       |              |    |   |  |
|  | 1     | David Wagner | 61 | 1 |  |
|  | 1     | David Wagner | 61 | 1 |  |
|  |       | Dylan Alcott | 7  | 6 |  |
|  |       | Dylan Alcott | 7  | 6 |  |
|  |       |              |    |   |  |

### Faza grupowa
|    |                  | David Wagner                 | Dylan Alcott                 | Heath Davidson       | Andrew Lapthorne     | Mecze W–L | Sety W–L | Gemy W–L | Miejsce |
| 1  | David Wagner     |                              | 6:4, 6:7(4), 6:4 25 stycznia | 6:3, 6:2 24 stycznia | walkower 26 stycznia | 3–0       | 4–1      | 30–20    | 1.      |
|    | Dylan Alcott     | 4:6, 7:6(4), 4:6 25 stycznia |                              | 6:2, 6:0 26 stycznia | 6:1, 6:0 24 stycznia | 2–1       | 5–2      | 39–21    | 2.      |
| WC | Heath Davidson   | 3:6, 2:6 24 stycznia         | 2:6, 0:6 26 stycznia         |                      | 6:2, 6:1 25 stycznia | 1–2       | 2–4      | 19–27    | 3.      |
| 2  | Andrew Lapthorne | walkower 26 stycznia         | 1:6, 0:6 24 stycznia         | 2:6, 1:6 25 stycznia |                      | 0–3       | 0–4      | 4–24     | 4.      |

## Pula nagród
| Runda           | Punkty |
| Zwycięzca       | 800    |
| Finalista       | 500    |
| Trzecie miejsce | 375    |
| Czwarte miejsce | 100    |